# Marius Martac
Marius Mădălin Martac (sinh ngày 5 tháng 7 năm 1991) là một cầu thủ bóng đá người România thi đấu cho Chindia Târgoviște ở vị trí hậu vệ.